# Красные казармы (Нижний Новгород)
Красные казармы — архитектурный ансамбль в историческом центре Нижнего Новгорода. Построены в 1835—1853 годах. Автор проект — русский архитектор эпохи позднего классицизма И. Е. Ефимов.     
В ансамбль входят Восточный и Западный корпуса. Весь исторический комплекс сегодня — объект культурного наследия Российской Федерации.  

## История
До конца XVII века стрельцы нижегородского гарнизона жили собственными дворами в особых стрелецких слободах, с петровских времён — определялись на постой к посадским людям, из-за чего возникали постоянные конфликты. На рубеже XVIII — XIX веков местное дворянское сообщество выстроило на собственные средства два каменных корпуса казарм в Нижегородском кремле, но большая часть офицеров и солдат оставалась на постое у мещан. 
В 1834 году, при разработке проектов коренного переустройства Нижнего Новгорода, городское общество обратилось в Министерство внутренних дел с просьбой возвести за свой счёт новые каменные казармы. Разрешение было получено в декабре 1834 года. Разработкой проекта и надзором за строительством занялась Нижегородская Строительная комиссия. В 1835 году архитектор И. Е. Ефимов спроектировал на берегу Волги комплекс из четырёх зданий: два жилых трёхэтажных для 2600 человек и прилегающие дворовые службы (конюшни, кухни, кладовые).
Смету на 1 млн 149 тыс. 96 руб. составил П. Д. Готман. 30 сентября 1836 года Ефимов и Готман приняли на себя обязанность контроля за строительством. 13 февраля 1837 года проект комплекса был утверждён императорским высочайшим указом, а 3 мая 1838 года — новая смета. Тогда же Ефимов заключил в Москве с тверским ямщиком Иваном Тимофеевичем Дубицким подряд на строительство. 
В 1838 году были заложены фундаменты на сваях, однако лишь к 1844 году были выложены стены из кирпича. Из-за затянувшегося строительства многие высшие чины, в том числе военный прокурор, попали под суд. Отделка казарм продолжалась до 1853 года, в тот же год в них разместились солдаты гарнизона и жандармские роты.           
В современный период здания казарм принадлежали Министерству обороны РФ и долго стояли заброшенными. В 2012 году были переданы в собственность Нижнего Новгорода. В 2013 году, после того как было объявлено об аукционе на продажу объекта, в зданиях произошёл пожар. В 2014 году ансамбль по заниженной цене в 107 млн руб. выкупил с торгов нижегородский предприниматель Дмитрий Володин, известный сносом исторического здания XIX века в самом центре города — дома С. С. Бубнова (Дом крестьянина). Предполагалось перестроить комплекс в гостиницу к чемпионату мира по футболу, но проект так и не состоялся. В 2019 году Д. Володин выставил здания на продажу за 500 млн руб.